# マクドナルド天文台

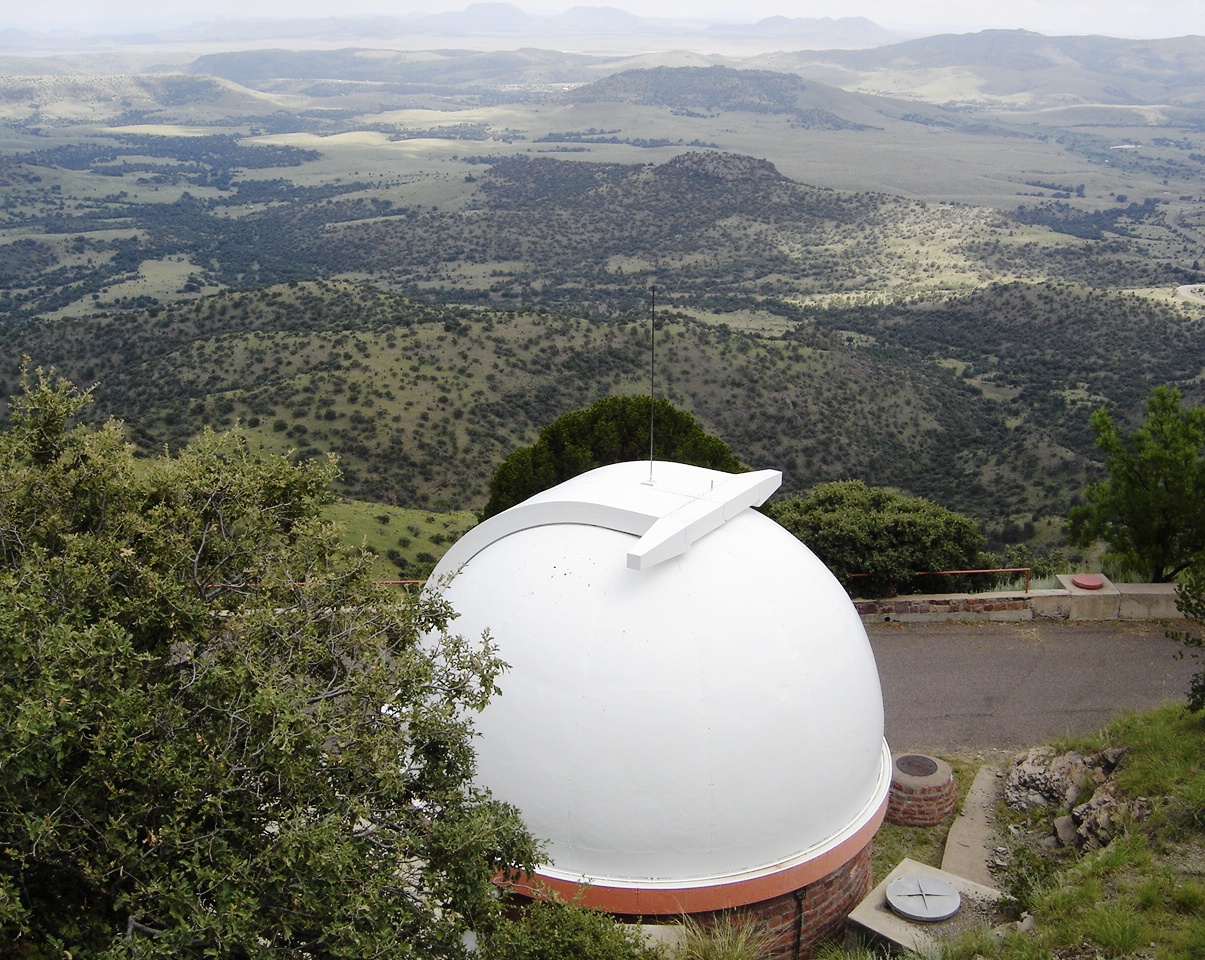
上から見た様子

マクドナルド天文台（マクドナルドてんもんだい）は、アメリカテキサス州テキサス大学にある。口径101cmで、世界最大である屈折望遠鏡を持っているヤーキス天文台の支所として1939年にテキサス州のロッキー山脈につくられた。また、270cmと208cmの大反射望遠鏡がある。晴天の多い乾燥した西部の天候に恵まれて実績をあげている。